# Ј (кириллица)

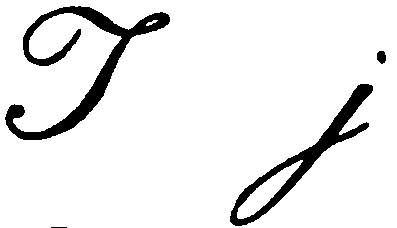
Рукописная буква Ј

Ј, ј (название: йе, йот, йо́та) — буква расширенной кириллицы, 11-я буква сербского и 12-я буква македонского и черногорского алфавитов; используется также в алтайском, азербайджанском, кильдин-саамском и орокском алфавитах. Читается как [j]; в алтайском обозначает [ɟ] или [d͡z], в кильдинском саамском — [j̊].
В южнославянских языках в кириллическом алфавите используется и вместо традиционной буквы Й, и в сочетаниях ја, је, јо, ји, ју, заменяющих упразднённые из сербской письменности буквы йотированных гласных (см. таблицу русской транскрипции сербских букв в статье «Сербский кириллический алфавит»).
Буква существовала в русской скорописи конца XVII — начала XIX в. как вариант буквы «і» (только в тех позициях, где она произносилась как «й», например «маіоръ») и в этом качестве засвидетельствована в многочисленных документах. Окончательно выходит из употребления в поздние годы Николая I. В типографских шрифтах отсутствовала.
Буква была введена в сербское письмо Вуком Стефановичем (тогда ещё не Караджичем). Первоначально в своей грамматике народного сербского языка 1814 года он использовал начертание Ї, которое позже изменил на Ј — то есть использовал латинский йот в его немецком звуковом значении, первое время оставив две точки над буквой. С самого начала введение «латинской» буквы в славянскую письменность жестоко критиковалось, но со временем были найдены и «оправдания»: Ј-образное начертание в скорописи XVII—XVIII вв. иногда имела кириллическая буква І, которая в некоторых случаях (в начале слов и между гласными) произносилась именно как [й].
В новосоздаваемый македонский алфавит буква Ј сербского образца была введена 4 декабря 1944 года по результату голосования членов «филологической комиссии по установлению македонской азбуки и македонского литературного языка» (8 голосов «за», 3 «против»).
Буква применялась в некоторых вариантах письменности, предлагавшихся в середине XIX века для украинского языка (прежде всего в драгомановке), однако из-за отсутствия буквы в типографиях от неё отказались.
В работе В. В. Виноградова «Обзор предложений по усовершенствованию русской орфографии» 1965 года упоминается использование этой буквы в орфографии для русского языка разными авторами.
В 1990-е гг. было предложено ввести данную букву в алфавит полесского микроязыка.

## Использование
| Алфавит              | Произношение                                     | Примечания |
| -------------------- | ------------------------------------------------ | --- |
| азербайджанский      | [j]                                              | Соответствует букве Y y в официальной латинице. Использовалась в кириллической письменности азербайджанского языка официально с 1958 по 2001 год вместо буквы Й й. В настоящее время используется в Дагестане. |
| алтайский            | [ɟ] или [d͡z]                                     | |
| кильдинский саамский | глухой палатальный аппроксимант [j̊] (глухой [й]) | В других версиях алфавита с 1987 года используется Ҋ ҋ. |
| македонский          | [j]                                              | До создания и утверждения современного алфавита в 1944—45 годах использовалась либо І і, либо Й й. |
| орокский             | [j]                                              | |
| сербский             | [j]                                              | Заменила Й й в алфавите Вука Караджича (вуковице). |
| черногорский         | [j]                                              | |
| осетинский           | [j]                                              | Использовалась в оригинальной (до 1923 года) кириллической орфографии (алфавит Шёгрена-Миллера). В современном осетинском алфавите отсутствует.                                                                |